# Лукунін Сергій Віталійович
Сергій Віталійович Лукунін  (13 лютого 1993, Сумська область — 16 березня 2022, Миколаївська область) — старший лейтенант Збройних сил України, учасник російсько-української війни.

## Життєпис
Сергій Лукунін народився 1993 року на Сумщині, але проживав з родиною у м. Білгород-Дністровському на Одещині. Після закінчення загальноосвітньої школи I—III ступенів у 2010 році вступив на дошкільний факультет Глухівського національного педагогічного університету імені Довженка, який закінчив за спеціальністю 014 Середня освіта (Фізична культура) у 2015 році. Після закінчення військового вишу в 2018 році у званні молодшого лейтенанта був направлений до складу 79-ї окремої десантно-штурмової бригади. Брав участь у бойових діях на сході України. У перші дні повномасштабного вторгнення Росії в Україну брав участь у обороні Миколаєва. Загинув 16 березня 2022 року беручи участь у обороні Миколаєва. Похований 18 березня 2022 року в Білгороді-Дністровському.

## Нагороди
- орден Богдана Хмельницького III ступеня (8 червня 2022, посмертно) — за особисту мужність і самовіддані дії, виявлені у захисті державного суверенітету та територіальної цілісності України, вірність військовій присязі[3].